# قبة زنغولة
قبة زنغولة (بالفارسية: گنبد زنگوله) هي قبة تاريخية تعود إلى القرن السابع الهجري، وتقع في دامغان.